# リバー・ランズ・スルー・イット
『リバー・ランズ・スルー・イット』（A River Runs Through It）は、1992年公開のアメリカ映画。製作会社はコロンビア ピクチャーズで、監督はロバート・レッドフォード。ノーマン・マクリーンの小説「マクリーンの川」をレッドフォードとリチャード・フリーデンバーグが脚色。主演はクレイグ・シェイファー、ブラッド・ピット。
舞台となったモンタナ州の雄大な自然（特に川）とフライ・フィッシングの美しい描写で、第65回アカデミー賞では撮影賞を受賞。主演のブラッド・ピットは若手俳優としての地位を確立した。

## あらすじ
舞台は1910 - 1920年代のアメリカ合衆国モンタナ州ミズーラ。第30代大統領クーリッジ(在位1923年~1929年)、T型フォード全盛の時代である。スコットランド出身で厳格な父のマクリーン牧師、真面目で秀才の兄ノーマン、陽気な弟ポール。三人に共通する趣味はフライ・フィッシングだった。ノーマンはやがてマサチューセッツ州ダートマスの大学に進学して街を離れる。ポールはモンタナ州の州都ヘレナで新聞記者をしつつ、ポーカー賭博にのめり込んでいた。
大学を出て街に戻ってきたノーマンは独立記念日にジェシーと知り合い、二人は付き合うようになる。やがてノーマンにシカゴ大学から英文学の教員の採用通知が届き、ノーマンはジェシーに求婚する。ノーマンが就職のためにシカゴに向かう直前、ノーマンとポールは父親とともにブラックフット川に釣りに出かけ、ポールは大物を釣り上げる。だが翌朝、警察から連絡があり、ポールが何者かに殺されたことをノーマンは知らされる。

## キャスト
※括弧内は日本語吹替
- ノーマン・マクリーン - クレイグ・シェイファー（山寺宏一）
- ポール・マクリーン - ブラッド・ピット（松本保典）
- マクリーン牧師 - トム・スケリット（田中信夫）
- マクリーン夫人 - ブレンダ・ブレッシン
- ジェシー・バーンズ - エミリー・ロイド（井上喜久子）
- ニール・バーンズ - スティーヴン・シェレン（江原正士）
- メイベル - ニコール・バーデット（深見梨加）
- バーンズ夫人 - エディ・マックラーグ
- バーンズ氏 - フレッド・オークウッド（塚田正昭）
- チャブ - マイケル・カドリッツ（荒川太朗）
- マーフィ（マーフ）教授 - ウィリアム・フットキンス（島香裕）
- 少年時代のノーマン - ジョセフ・ゴードン＝レヴィット（亀井芳子）
- ナレーター - ロバート・レッドフォード（クレジットなし）（谷口節）

## スタッフ
- 原作 - 小説「マクリーンの川」　著ノーマン・マクリーン
- 脚本 - リチャード・フリーデンバーグ
- 監督 - ロバート・レッドフォード
- 製作 - ロバート・レッドフォード、パトリック・マーキー
- 撮影 - フィリップ・ルースロ
- 美術 - ジョン・ハットマン
- 音楽 - マーク・アイシャム